# Rachela Wolińska
Rachela Wolińska (ur. 30 czerwca 1894 w Łodzi, zm. 1944 w KL Auschwitz) – żydowska poetka tworząca wyłącznie w języku jidysz, działaczka polityczna, ofiara Holocaustu.

## Rodzina, praca
Pochodziła z biednej rodziny chasydzkiej.
Po ukończeniu szkoły powszechnej rozpoczęła pracę jako robotnica w fabryce włókienniczej.
W 1937 mieszkała z mężem Emanuelem (1888–1944), dziennikarzem i handlowcem przy ul. Narutowicza 23.

## Działalność polityczna
We wczesnej młodości rozpoczęła działalność polityczno-społeczną w ramach żydowskiej partii socjalistycznej Bund. Była powszechnie znana ze swych płomiennych przemówień na wiecach robotniczych. Wykazywała także dużą aktywność w żydowskim ruchu związków zawodowych w Łodzi i okolicy. W 1921 wystąpiła z partii, nie zaprzestając jednak swej działalności w klubach, cechach i związkach zawodowych. Szczególnie dużo uwagi poświęcała żydowskim robotnicom, nawołując do ich równouprawnienia, przede wszystkim w pracy zarobkowej i warunkach socjalnych oraz do wolności ich stowarzyszania się w związkach zawodowych i partiach politycznych.

## Działalność publicystyczna, twórczość poetycka
Publikowała liczne artykuły o treści politycznej i społecznej, równocześnie tworząc wiersze i poematy.
W getcie mimo niezwykle niesprzyjających warunków nie zaniechała twórczości poetyckiej, weszła do grona literatów skupionych wokół poetki Miriam Ulinower. Nie zarzuciła też swej działalności politycznej, nawołując w gettowych przedsiębiorstwach tzw. resortach pracy do sabotażu produkcji dla niemieckiego potencjału wojennego oraz strajków o polepszenie warunków pracy i wyżywienia.

## Getto
Na początku 1940 została przymusowo przesiedlona do getta, które hitlerowcy po kilku miesiącach od napaści na Polskę podczas II wojny światowej i zajęcia Łodzi zorganizowali w końcu 1939 r. i szczelnie odizolowali od reszty miasta 30 kwietnia 1940, w najbiedniejszej dzielnicy Łodzi – Bałutach dla 240 000 Żydów z Łodzi i innych miast Polski i Europy. Getto było ogromnym obozem pracy przymusowej, ale i eksterminacji.
Mieszkała tam przy ul. Widok 9, a następnie przy ul. Franciszkańskiej 8.
Podczas likwidacji getta w sierpniu 1944 r. została wywieziona do Auschwitz-Birkenau i tam zginęła w komorze gazowej. Cały swój dorobek literacki, który powstał w czasie pobytu w getcie zabrała ze sobą do Auschwitz-Birkenau.